# Novantinoe lingafelteri
Novantinoe lingafelteri är en skalbaggsart som beskrevs av Santos-silva och Hovore 2007. Novantinoe lingafelteri ingår i släktet Novantinoe och familjen långhorningar.
Artens utbredningsområde är:
- Costa Rica.
- Panama.

Inga underarter finns listade i Catalogue of Life.